# Famille Tucher von Simmelsdorf
Cette page explique l’histoire ou répertorie les différents membres de la famille Tucher von Simmelsdorf.
La famille Tucher von Simmelsdorf est une famille noble allemande.

## Historique
(août 2024).
Les Tucher sont une famille patricienne de Nuremberg. Berthold Tucher acquiert la citoyenneté de Nuremberg en 1309. En 1340, un membre de la famille est représenté pour la première fois au Conseil intérieur de la cité impériale. La réputation des Tucher au XIVe siècle est attestée par les liens conjugaux avec les familles les plus distinguées de Nuremberg. Au XVe siècle, ils ont cherché à établir des liens avec de riches familles de marchands et ont créé la "Tuchersche Handelsgesellschaft". Bien qu'ils aient fondé leurs propres succursales commerciales relativement tard par rapport à d'autres familles patriciennes, à la fin du Moyen Âge et au début des temps modernes, ils sont devenus l'une des familles de marchands les plus riches de la ville en raison de leurs relations commerciales dans toute l'Europe.
Après leur siège à Simmelsdorf, acquis en 1598, ils prennent le nom de «Tucher von Simmelsdorf». Le suffixe a été reconnu en 1697 par l'empereur Léopold comme reconnaissance noble. En 1815, les Tucher étaient inscrits dans la classe des barons de la noblesse bavaroise. Faisant partie des familles autorisées à envoyer des membres au «Conseil municipal de Nuremberg» depuis 1332, les Tucher ont eu une influence significative sur la fortune de la ville.

## Personnalités
- Johann Tucher (1368–1424), bourgmestre de Nuremberg
- Endres Tucher (de) (1423–1507)
- Hans Tucher (1428-1491), bourgmestre de Nuremberg
- Anton Tucher (de) (1458-1524), marchand, conseiller et mécène
- Sixtus Tucher (de) (1459–1507), prévôt de Saint-Laurent de Nuremberg, professeur de droit ecclésiastique à l'Université d'Ingolstadt
- Lazarus Tucher (1492-1563), négociant et financier hanséatique à Anvers, conseiller de l'Empereur Charles Quint et du roi Philippe II, marié à la sœur de Charles de Cocquiel
- Elsbeth Tucher (de) (1473–1517)
- Linhart Tucher (1487-1568), marchand, conseiller et diplomate
- Ambroise Tucher, échevin d'Anvers
- Robert I Tucher, bourgmestre d'Anvers
- Lazarus Tucher (1564-1634), avocat, colonel
- Robert II Tucher (1587-), bourgmestre d'Anvers
- Jean Antoine Tucher (1619-1677), bourgmestre d'Anvers
- Paulus XII Tucher (1656–1709), Generalfeldmarschall
- Jobst von Tucher (1762–1813), bourgmestre de Nuremberg
- Marie von Tucher (1791-1855), épouse de Georg Wilhelm Friedrich Hegel
- Siegmund von Tucher (1794-1871), entrepreneur, fondateur de la brasserie Tucher Bräu (de)
- Gottlieb von Tucher (da) (1798-1877), juriste et musicologue
- Heinrich Freiherr von Tucher (1853–1925), diplomate
- Heinrich Freiherr von Tucher (1875–1962), diplomate
- Hans Christoph Freiherr Tucher von Simmelsdorf (de) (1904-1968), avocat et homme d'affaires, président du conseil d'administration du Germanisches Nationalmuseum
- Eleonore Freifrau von Tucher (de) (1916-2007), femme d'affaires

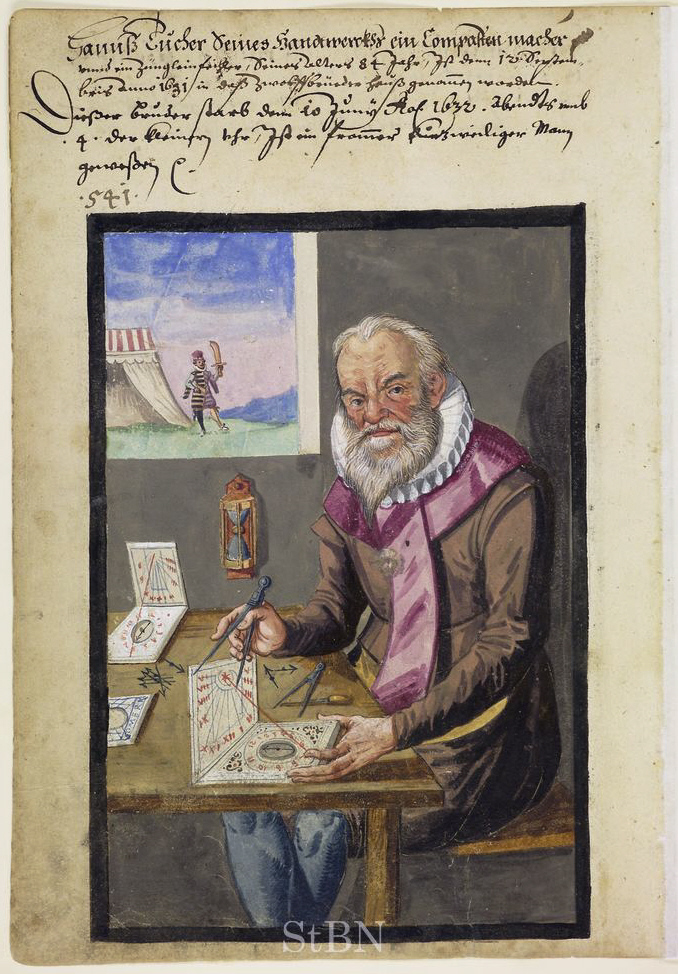
Hans Tucher
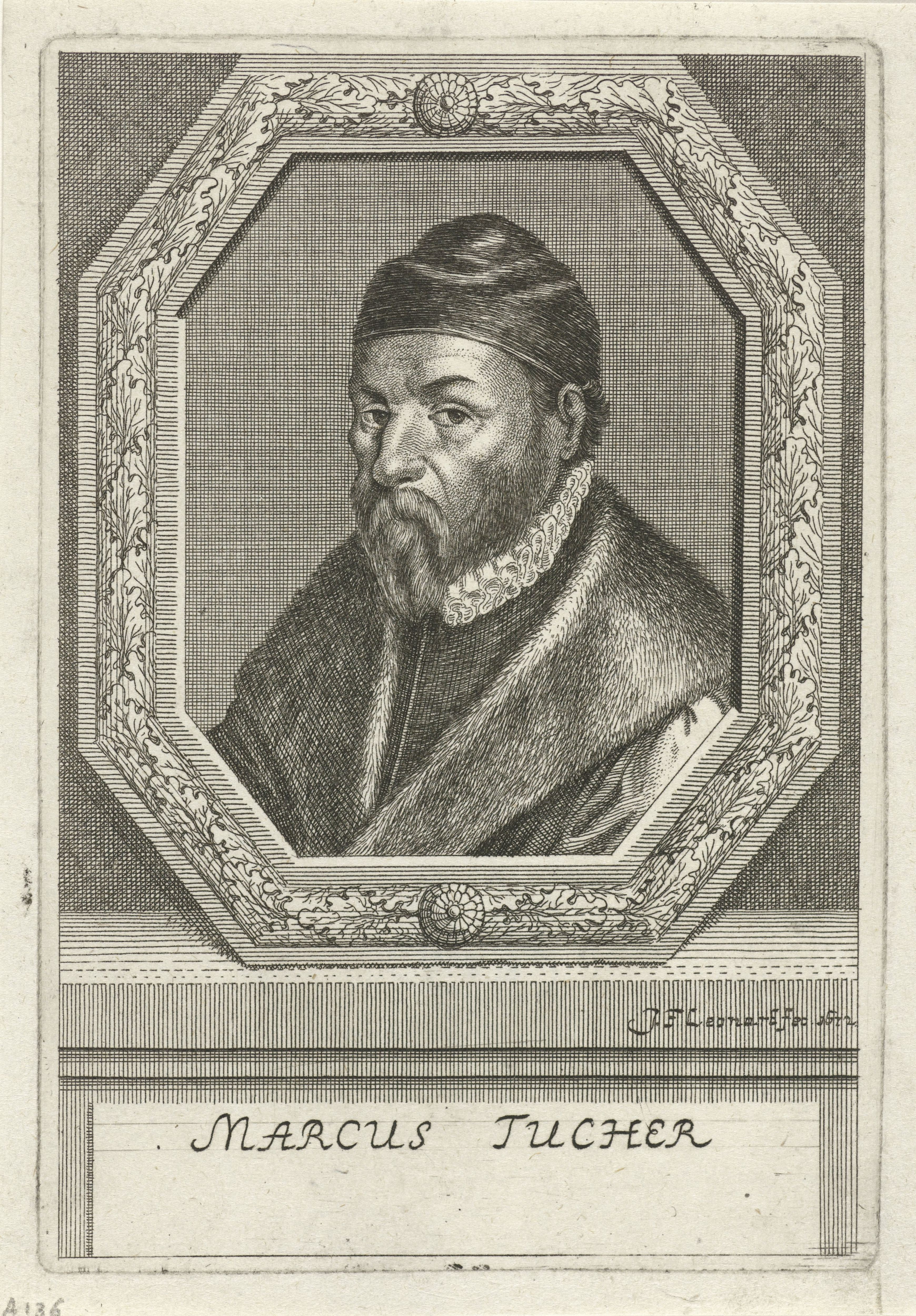
Marcus Tucher
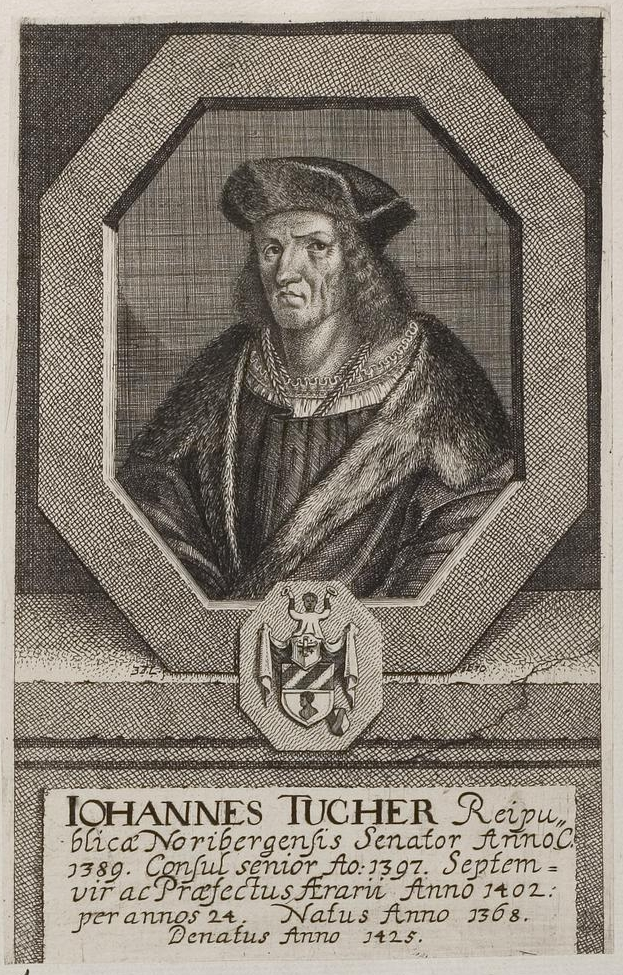
Johann Tucher (1368–1424)
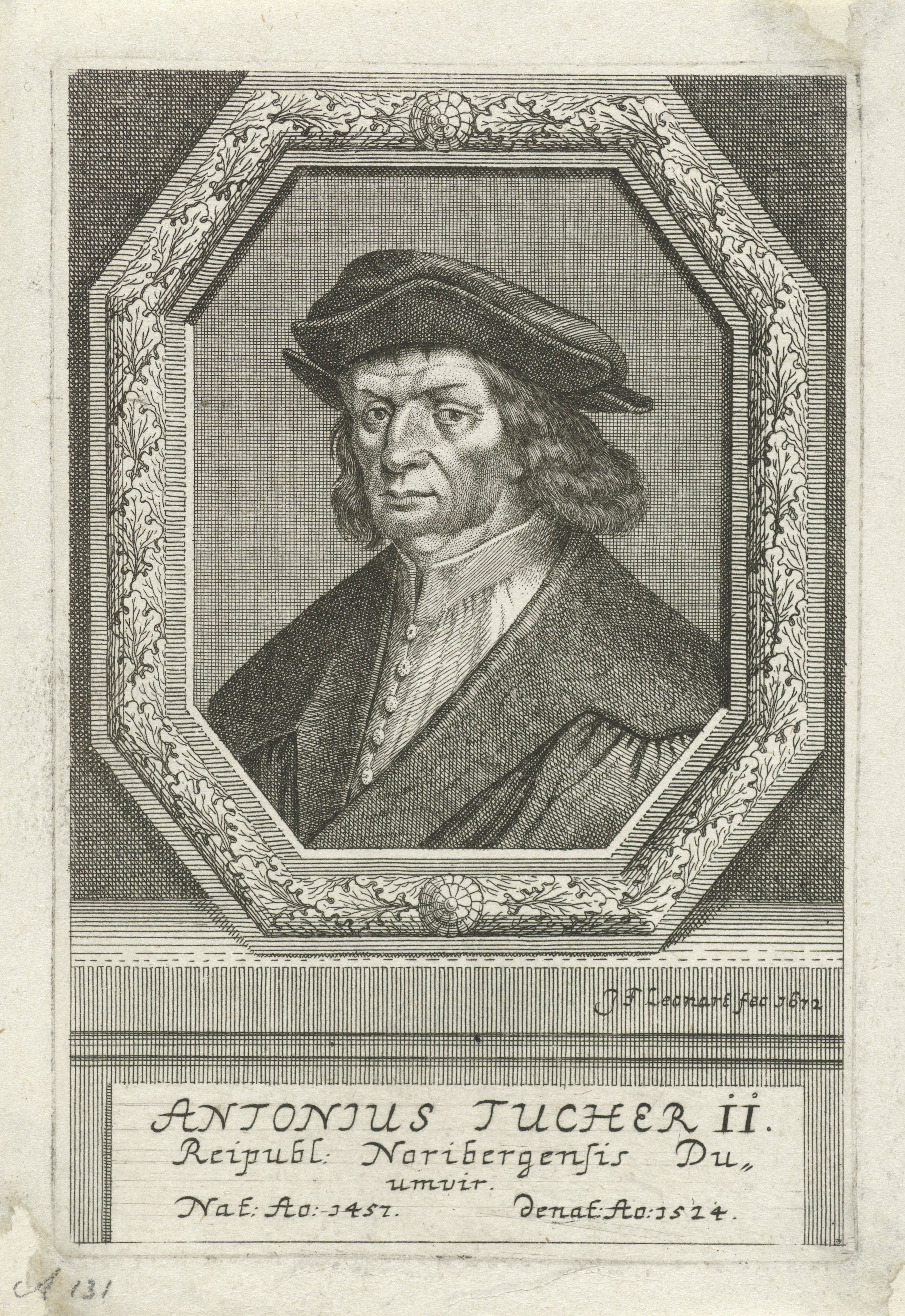
Anton Tucher
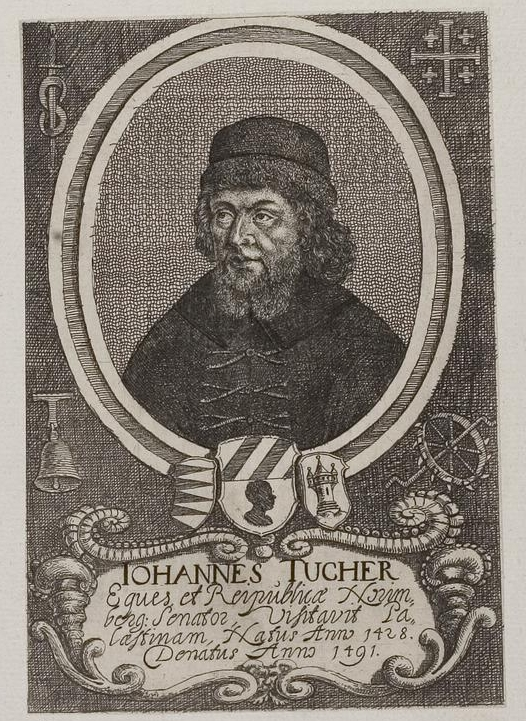
Hans Tucher (1428–1491)
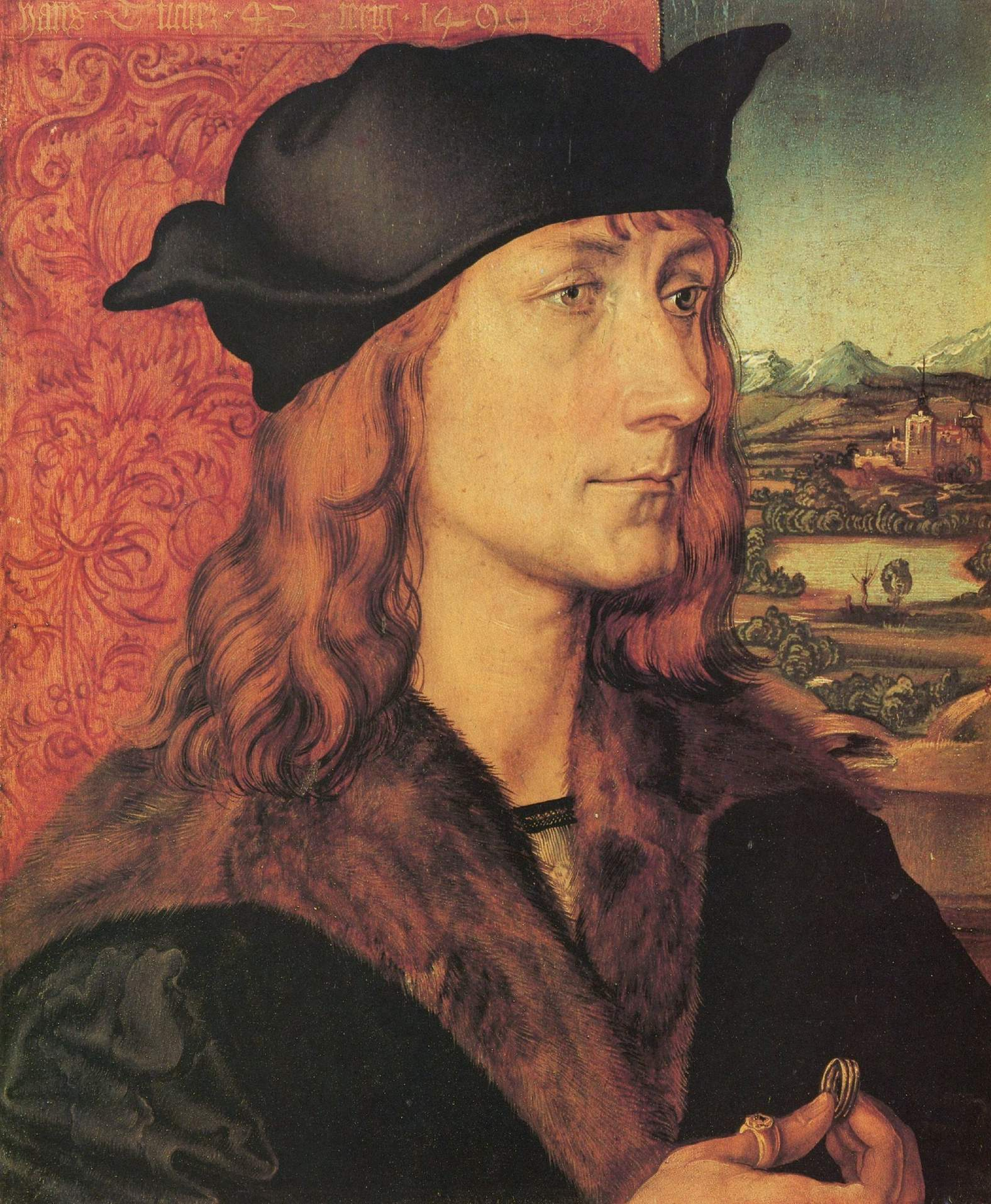
Portrait de Hans Tucher
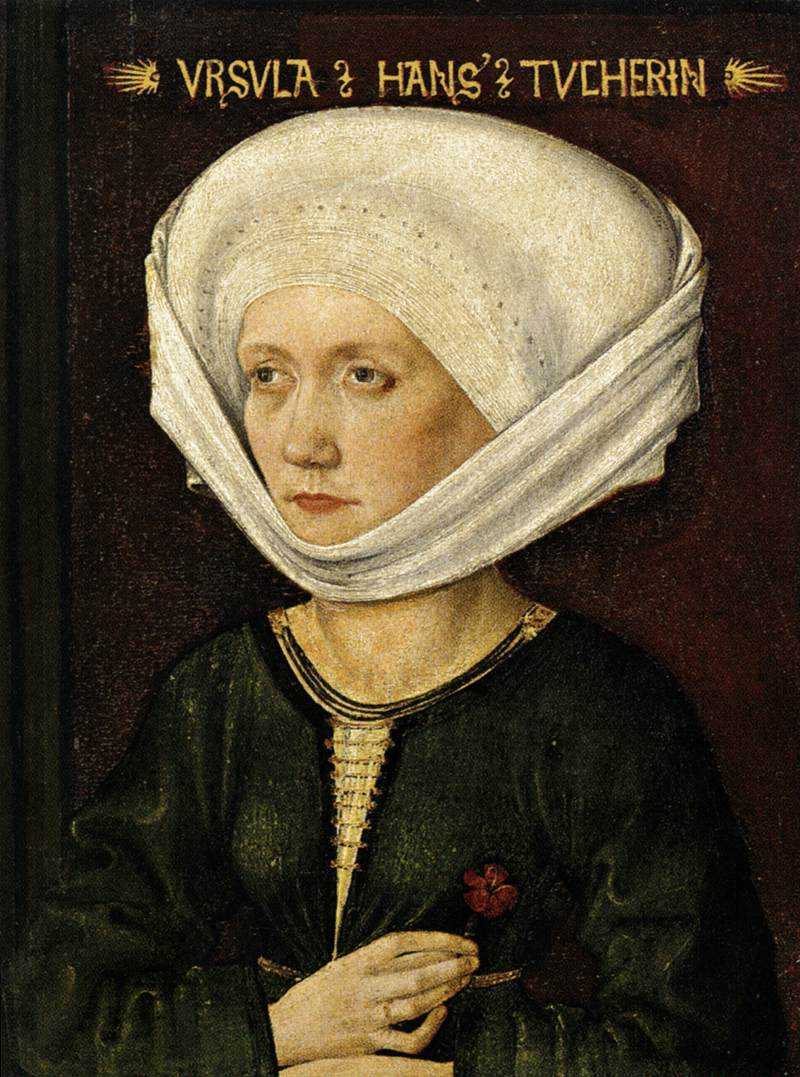
Ursula Tucher
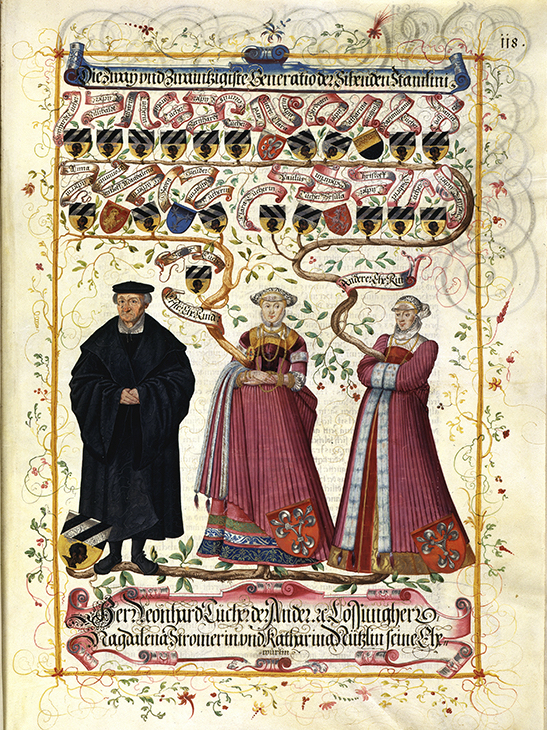
Leonhard II Tucher, Magdalena Stromer und Katharina Nützel
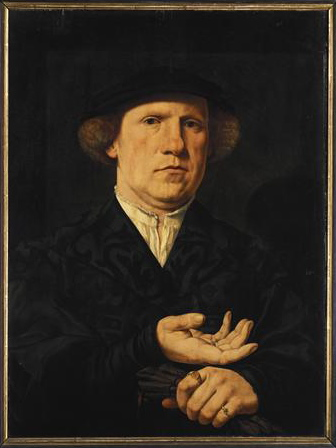
Jérôme Tucher (1504-1540)
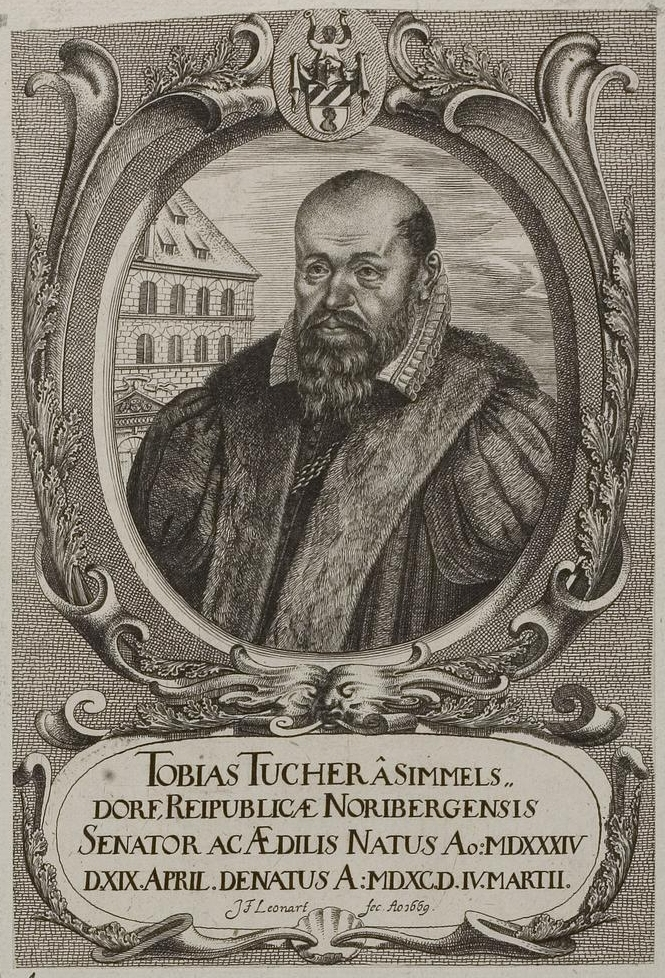
Tobias Tucher (1534–1590)
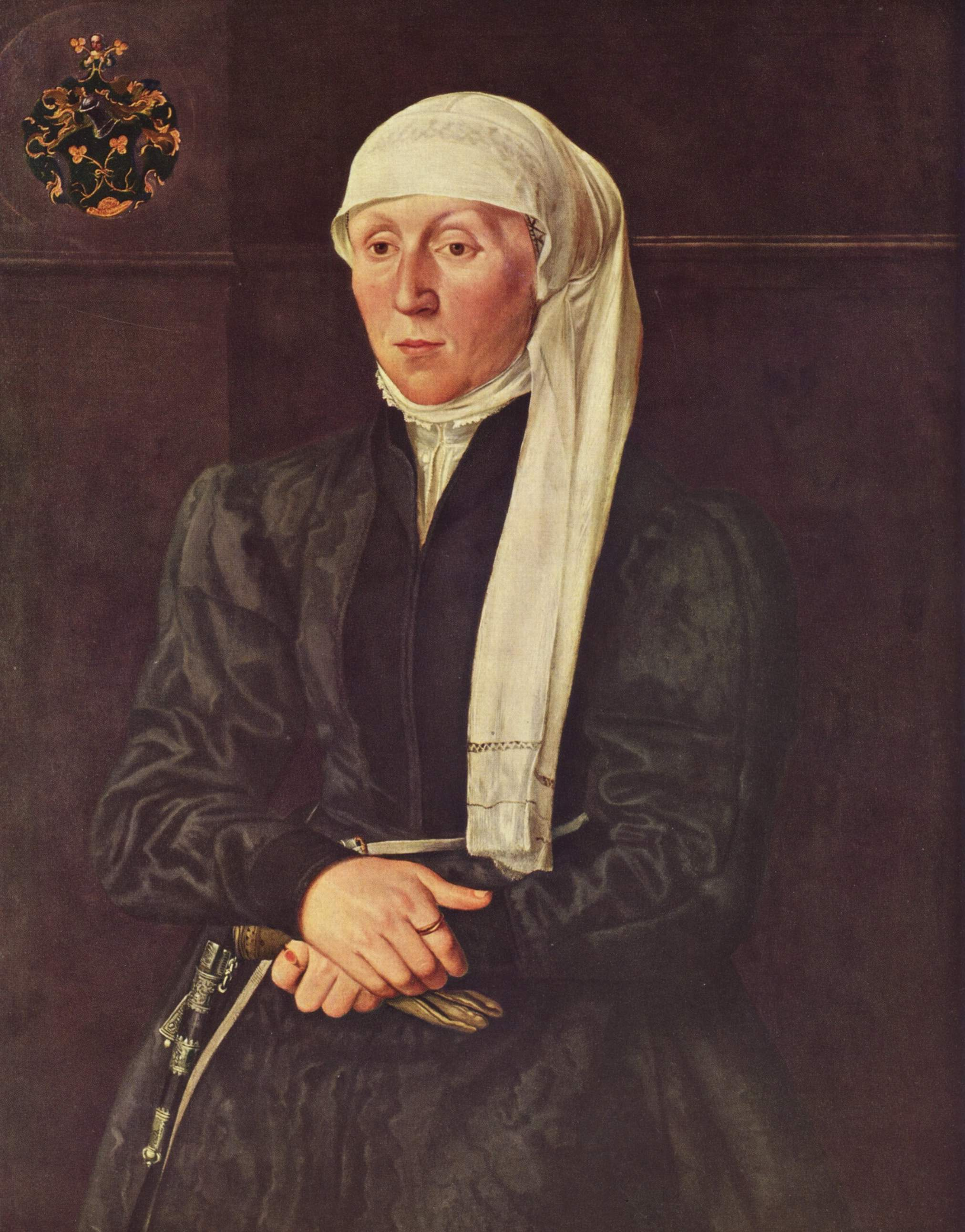
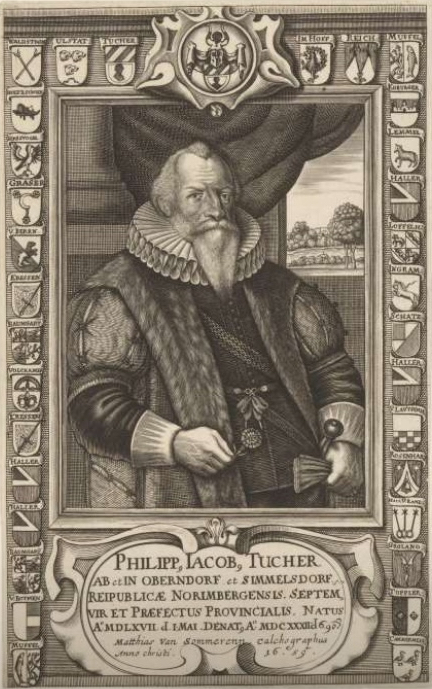
Philipp Jacob Tucher von Simmelsdorf
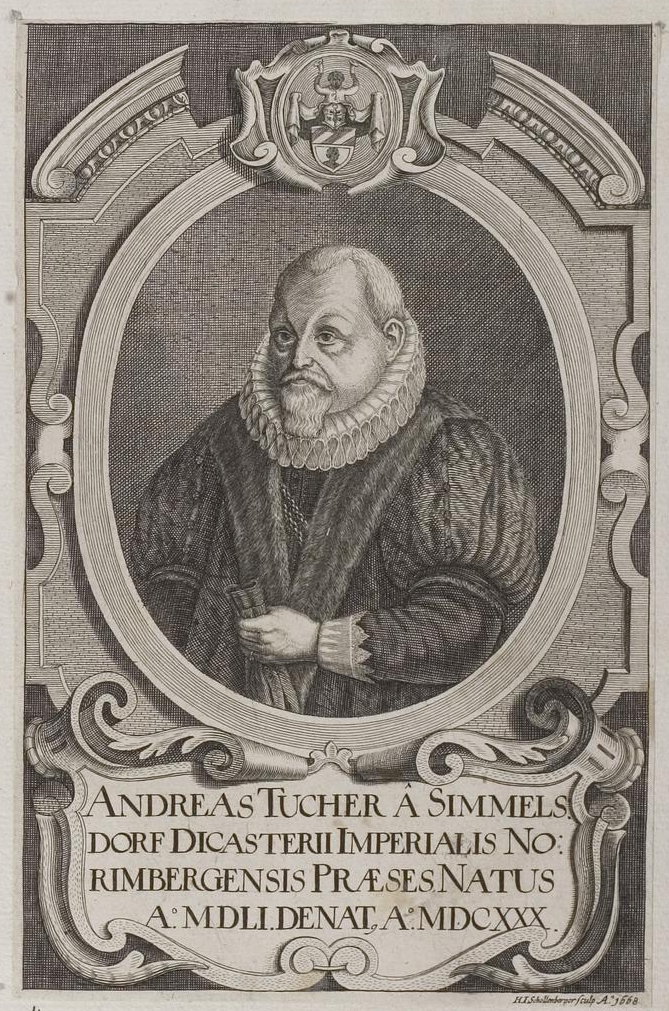
Andreas Tucher von Simmelsdorf (1551–1630)
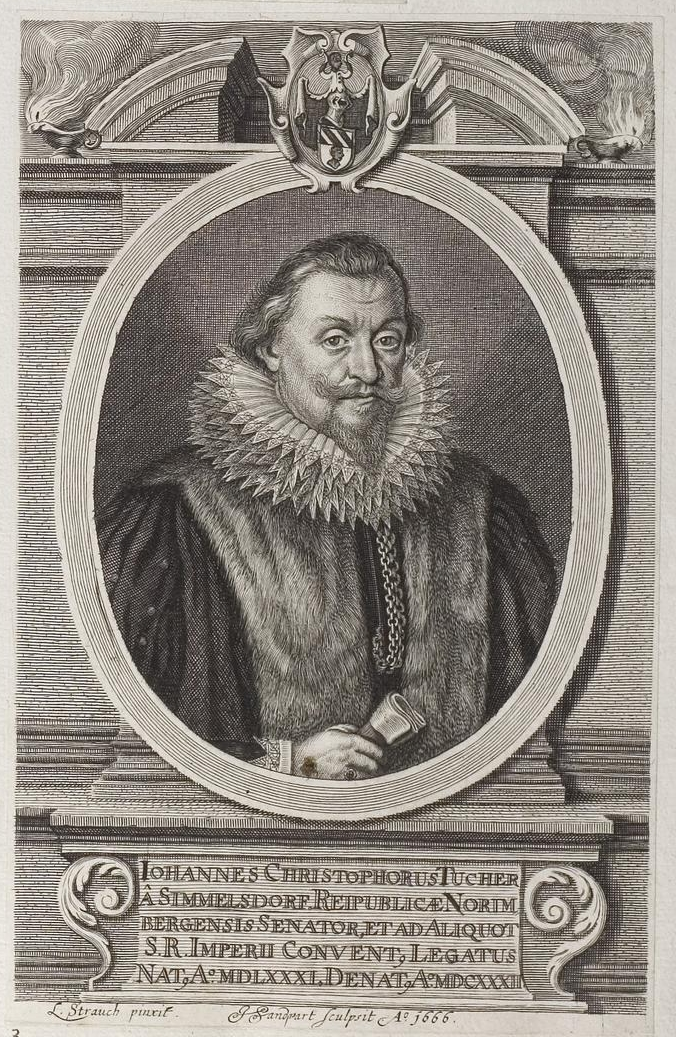
Hans Christoph Tucher (1581–1632)
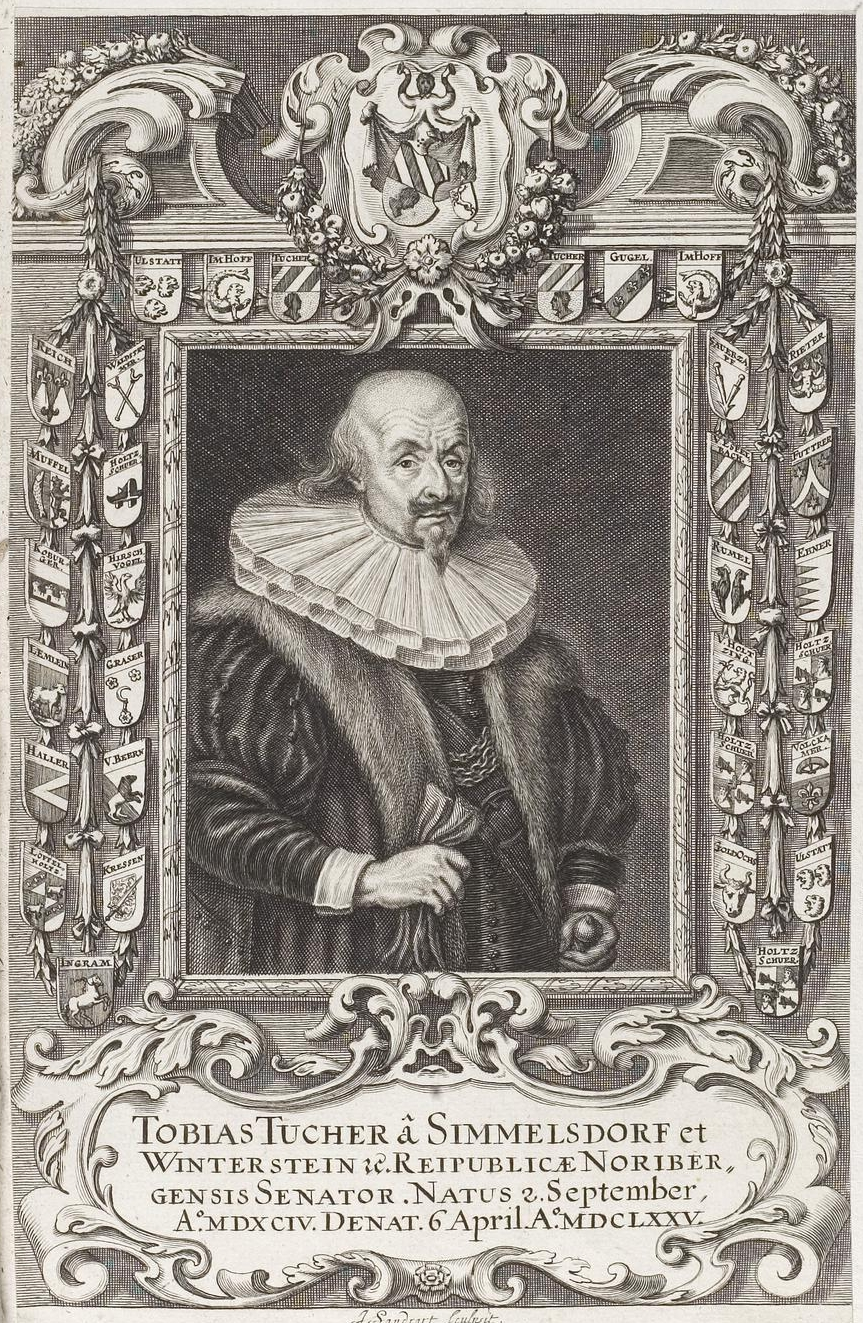
Tobias Tucher (1594–1675)
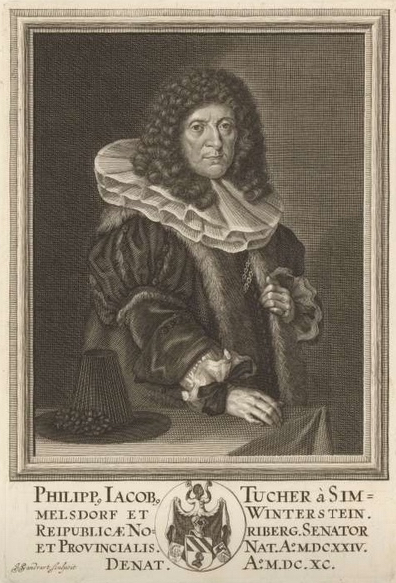
Philipp Jacob Tucher von Simmelsdorf
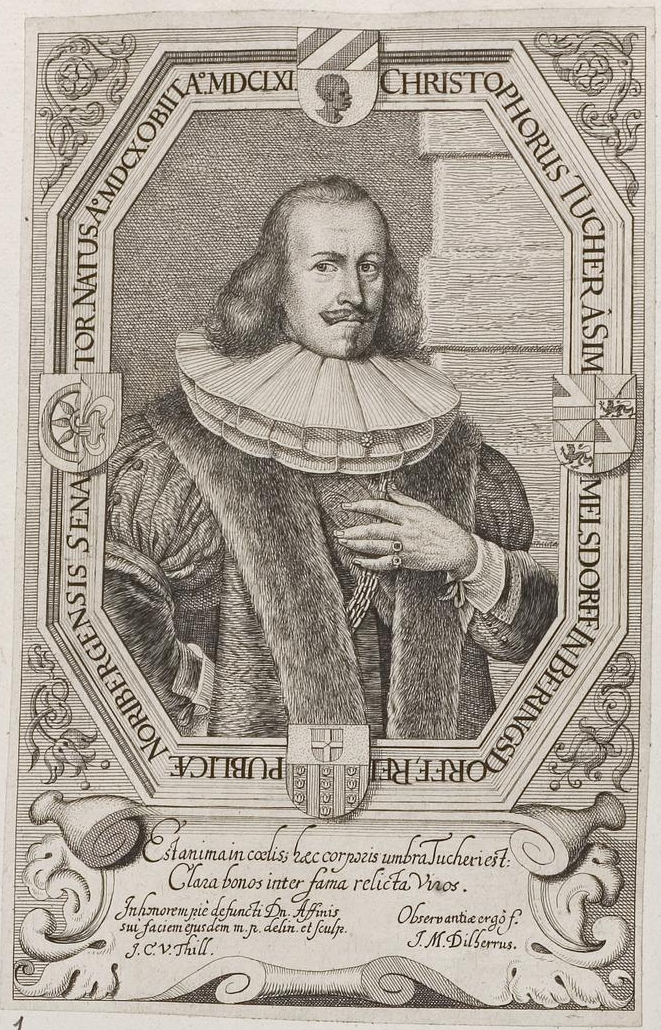
Christoph Tucher von Simmelsdorf (1610–1661)
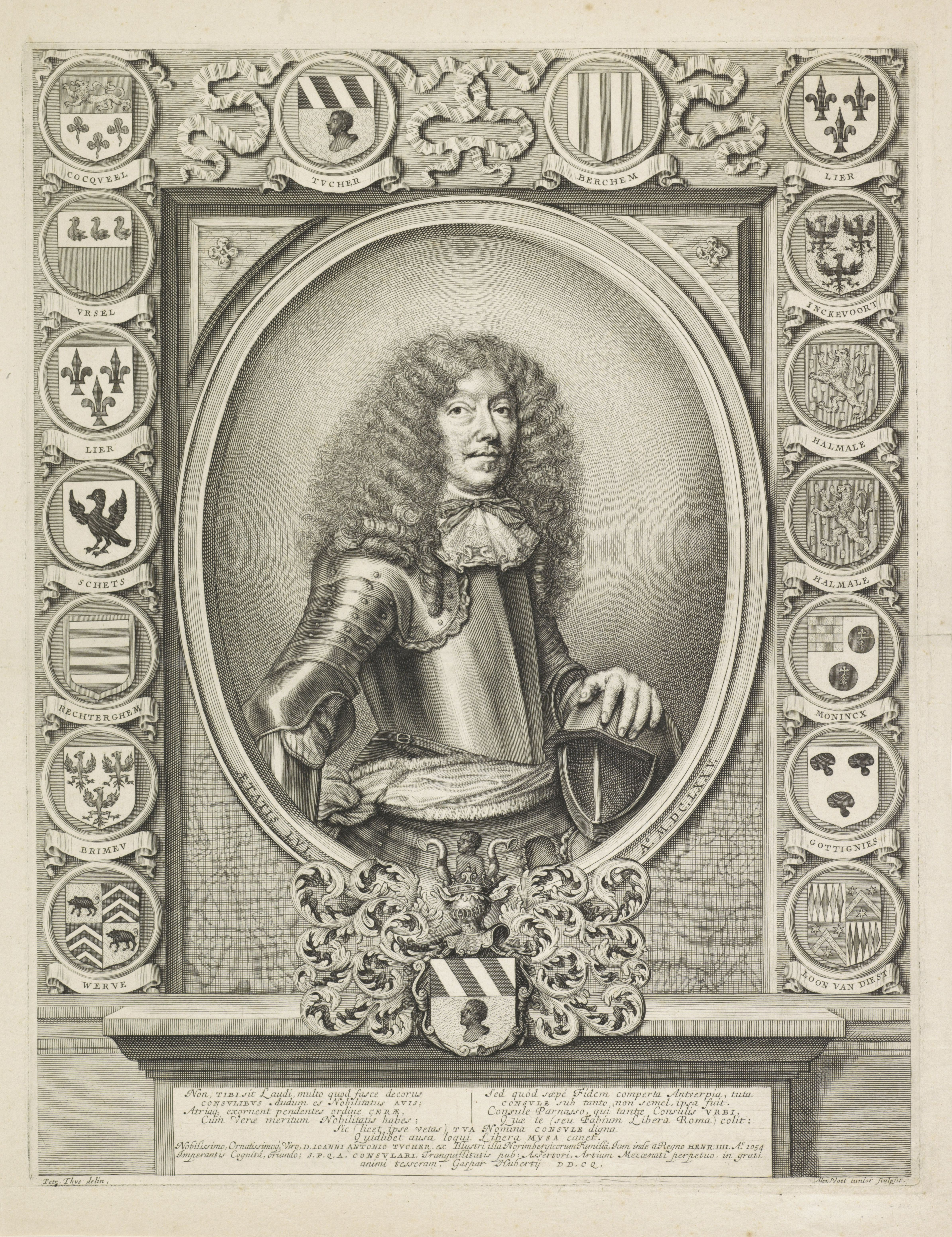
Jean Antoine Tucher (1619-1677)
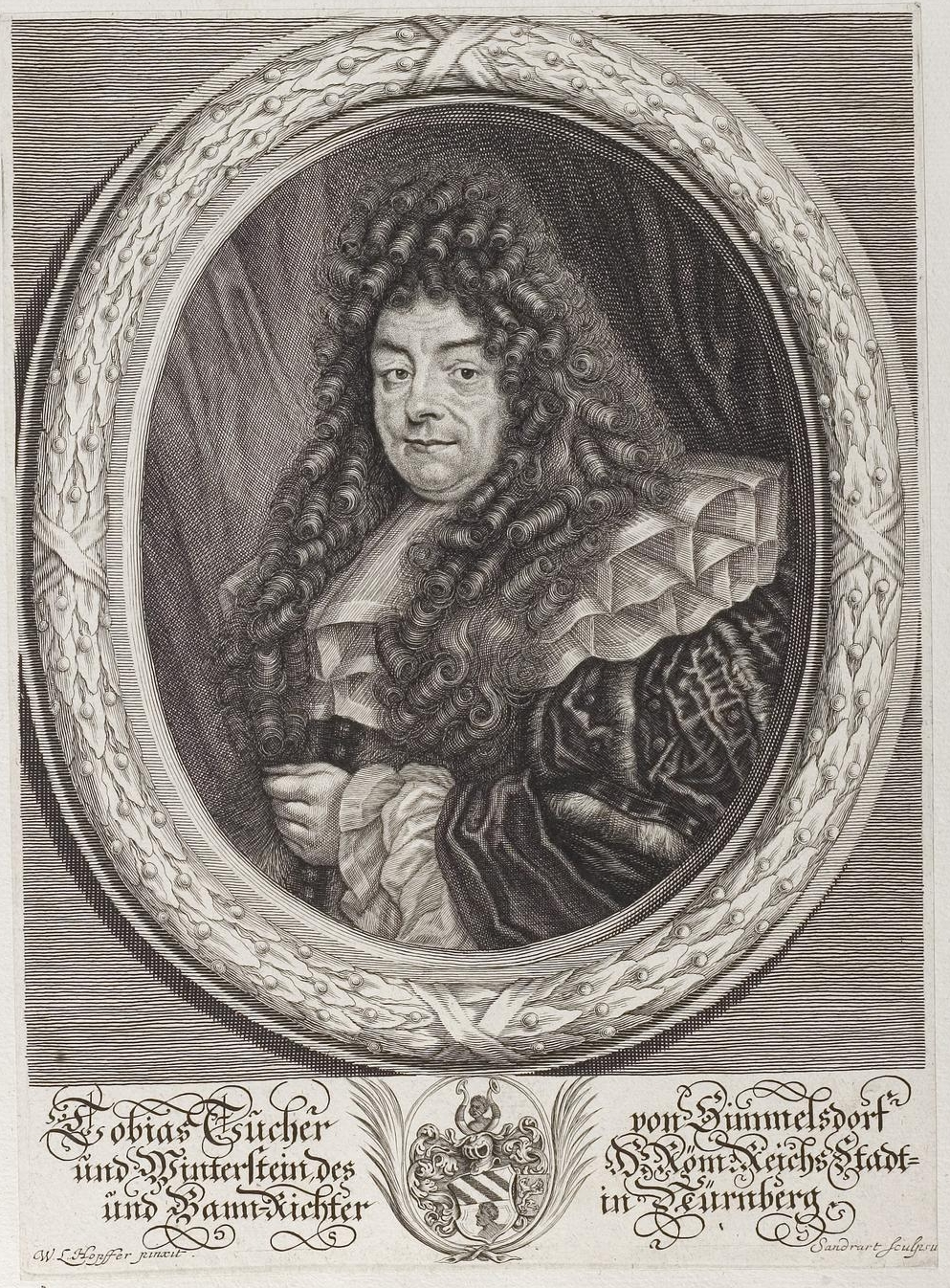
Tobias Tucher (1627–1693)

### Sources
- Das Große Tucherbuch, Augsburg 2004 (= Handschriften aus bayerischen Bibliotheken und Archiven auf CD-ROM 5).
- Michael Diefenbacher: "Tucher von Simmelsdorf, Patrizierfamilie". In: Michael Diefenbacher, Rudolf Endres (Hrsg.): Stadtlexikon Nürnberg. 2., verbesserte Auflage. W. Tümmels Verlag, Nürnberg 2000,  (ISBN 3-921590-69-8)
- Antonia Dietz, Sixtus Tucher (1459–1507). Humanist, Jurist und Geistlicher, in: Fränkische Lebensbilder. Bd. 22 (Fränkische Lebensbilder, Reihe VII A, Bd. 22), hg. v. Erich Schneider, Würzburg 2009, S. 15–40.
- Christian Kuhn, Generation als Grundbegriff einer historischen Geschichtskultur. Die Nürnberger Tucher im langen 16. Jahrhundert, Göttingen 2010.